# DB 120 sorozat
A DB 120 sorozat a DB első nagy teljesítményű, 3 fázisú váltakozóáramú hajtású univerzális villamosmozdonya.
Ennek a 84 tonna tömegű mozdonynak a teljesítménye 5600 kW, engedélyezett legnagyobb sebessége 200 km/h. A két, kéttengelyű forgóvázban elhelyezett négy aszinkron villamosmotor hajtja a kerékpárokat. A mozdony igen energiatakarékos, mivel fékezésnél a mozgási energiát a szokásostól eltérően nem hő-, hanem villamos energiává alakítja át és visszatáplálja a felsővezetékbe.
Jelenleg a sorozat egyik tagja a Bahnpark Augsburgban található.

## Előzmények
A Deutsche Bundesbahn egyik fontos célkitűzése olyan villamosmozdony tervezése volt, amely egyaránt gazdaságos 200 km/h sebességgel közlekedő InterCity-vonatok és 100 km/h sebességgel közlekedő tehervonatok továbbítására.
A mozdonyt a BBC és Henschel cégek DE 2500 típusú (DB 202 001-003 psz.) kísérleti dízel-villamos mozdonyokkal szerzett tapasztalatok, az ott kifejlesztett háromfázisú aszinkron vontatómotoros hajtás felhasználásával tervezték. Még 1974-ben a 202 002 pályaszámú mozdony felhasználásával készítettek egy kísérleti "villamosmozdonyt". A járműből a dízelmotort kiszerelték és a mozdonyt egy áramszedővel és transzformátorral kiegészített Silberling-vezérlőkocsival kapcsolták össze. Később a Holland Államvasutak kísérlet járművévé alakították át, melyben kipróbálták a proto-120-asok nagy teljesítményű vontatómotorját.

## Prototípusok
A tényleges fejlesztés 1976-ban kezdődött; az igény egy négytengelyes, Bo'Bo' tengelyelrendezésű, 5600 kW-os 160 km/h legnagyobb sebességű univerzális mozdonyra szólt. A benyújtotott ajánlat alapján 1977 márciusában 5 prototípus mozdonyt rendeltek meg a német ipartól. A feladat nagysága és összetettsége miatt minden villamosmozdony-építéssel foglalkozó nyugatnémet gyártó részt vett a fejlesztésben. Így a villamos berendezést a BBC vezetésével a Siemens és az AEG közreműködésével, míg a járműszerkezetet a Krauss-Maffei vezetésével a Henschel és Krupp cégek bevonásával fejlesztették ki. A 120 001 és 004 pályaszámú gép szekrényét a Henschel, a 120 002-ét a Krauss-Maffei, míg a 120 003 és 005 pályaszámú mozdonyét a Krupp üzemében készítették. Nehezen megoldható kihívást jelentett a mozdony tömegére megadott limit, mivel az új, nagy teljesítményű villamos berendezés tömege rendkívül nagy volt. Most először volt szükség a mozdonyszekrény végeselem-módszert igénybevevő, számítógépes tervezésére. (az akkori számítástechnikai fejlettség mellett!) Végül sikerült a megengedett tömeget túl nem lépő, az elődtípusokénál könnyebb mozdonyszekrényt kifejleszteni. A forgóváz-szekrény-kapcsolat és vonóerő-átadás a Krauss-Maffei "hagyományainak" megfelelő, forgócsapos kivitelű lett. A prototípusok 1980-1981-ben készültek el. A prototípusok eleinte a nagysebességű forgalomban vettek részt, majd a szériamozdonyok érkezésével kísérleti célokra használták őket. Emiatt 1989-ben mind az öt mozdonyt a DB 752 sorozatba (752 001 - 752 005) számozták. 1992/93-ban azonban visszakapták eredeti DB 120-as számaikat. 1998-tól megint 752-es sorozatszámokon kísérleteztek rajtuk, a 120 001 2004-ben a tragikus süsseni balesetben összetört, és a helyszínen szét kellett vágni, a 120 002 mozdonyt állapota miatt selejtezték. A prototípusok 2002 eleje óta nem vesznek részt a menetrend szerinti forgalomban, csak próbamenetekhez használják őket. Napjainkban csak 3 darab van meg belőlük.

## Sorozatmozdonyok

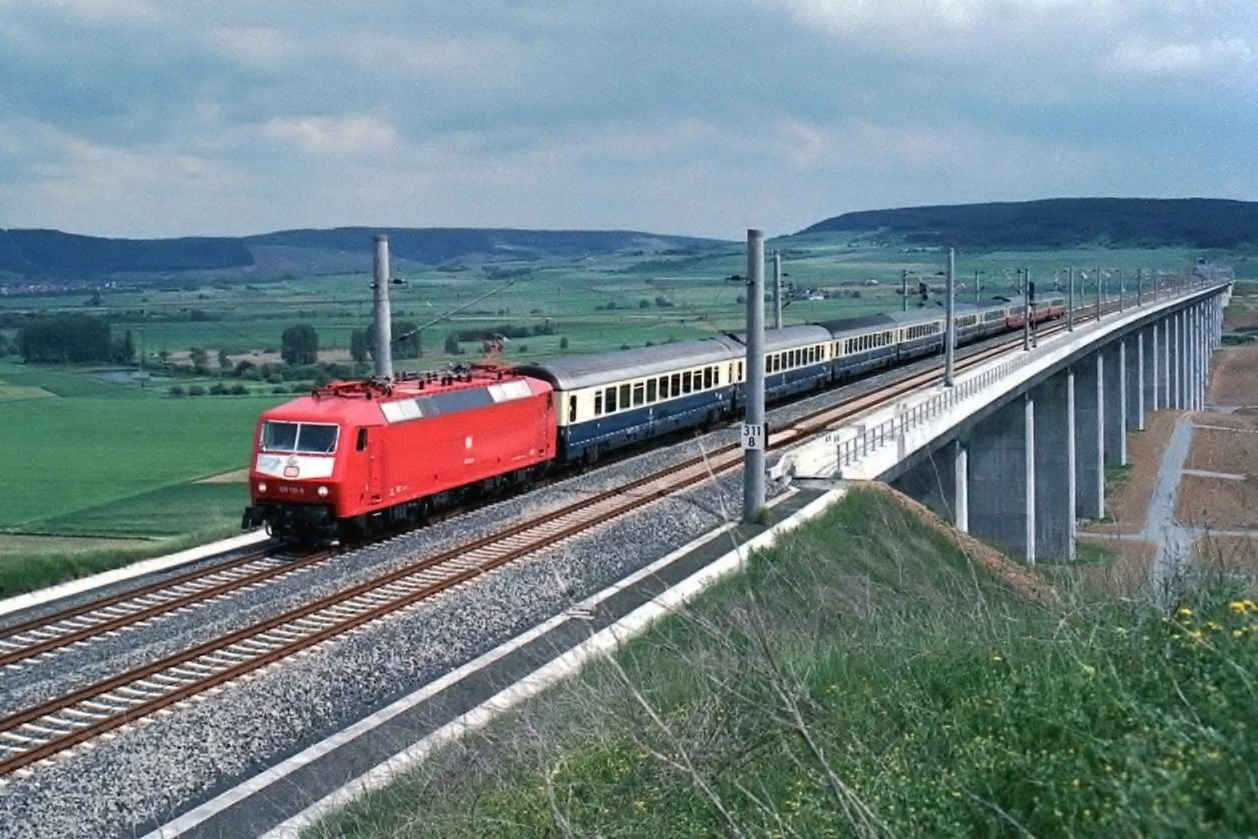
A 120 131 a Kassel-Fulda nagysebességű vonal (NBS) első üzemnapján, 1988 május 29-én egy IC-vel

Az 5 darab prototípus mozdony (120.0 sorozat) tesztelése után 1987-ben indult meg a sorozatgyártás, 60 darab épült 1989-ig, amelyeket azonnal a nehéz InterCity-forgalomba állítottak be, az első 280 km/h sebességű újépítésű vasútvonalon Würzburg és Kassel között. 

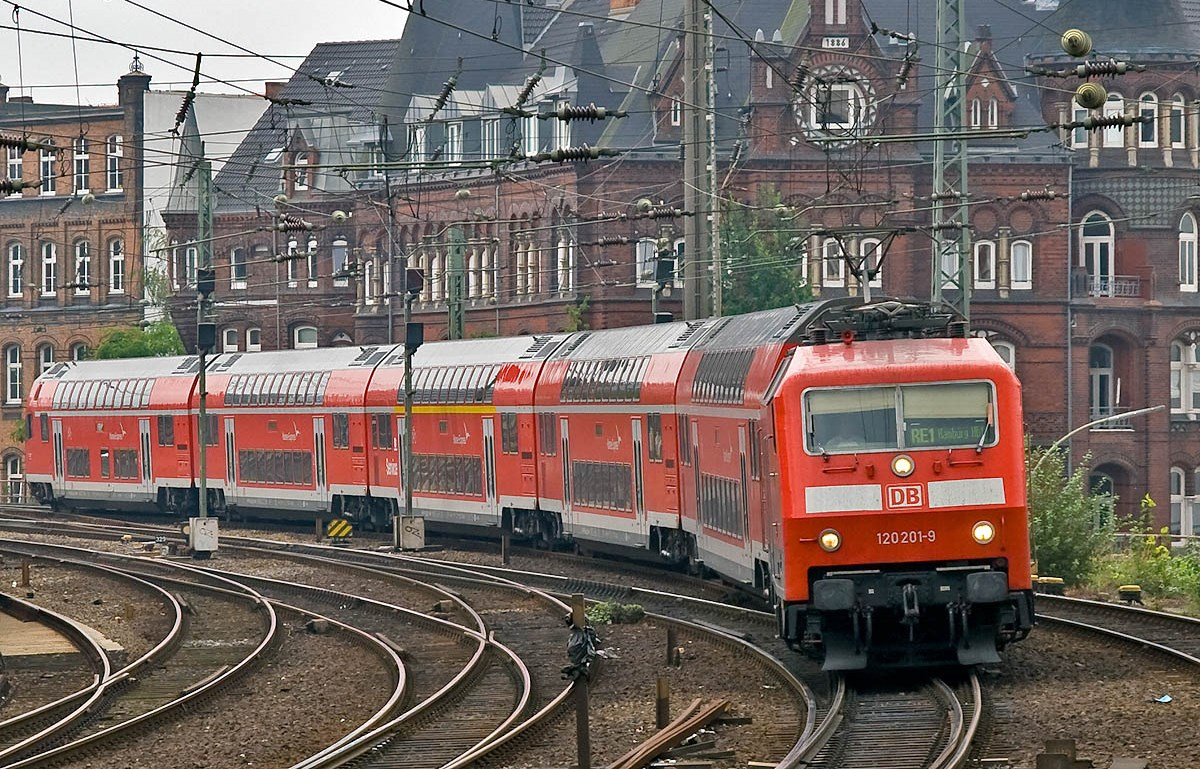
120 201 a Hanse-Express-szel

1988 óta a mozdonyok a nappali InterCity, InterRegio és éjszaka a nagyobb sebességű tehervonatokat továbbítják. A Deutsche Bahn megalakulásával a mozdonyok a DB Fernverkehr csoporthoz kerültek, így a teherforgalmi alkalmazásuk is lecsökkent. A DB 101-es mozdonyok érkezésével második sorba kerültek, de továbbra is szükség van rájuk. Krízishelyzetekben, mint például a DB 101 sorozat gyermekbetegségeinél vagy az ICE-vonatok kerékpár-problémáinál hasznos volt, hogy a DB rendelkezésére állnak ezek a 200 km/h sebességű univerzális mozdonyok.
2007-ben 5 darab mozdonyt átadtak a DB Regio-nak a Hanse-Express nevű vonatokhoz, melyek 160 km/h sebességgel közlekednek Rostock-Schwerin-Hamburg között. A 6 darab emeletes kocsiból álló ingaszerelvényekhez a mozdonyokat kissé átalakították (vonatcélkijelző, vonatmenesztési rendszer, információs szerver), és a 120 201-120 205 számokat kapták.
A 120 153 és 120 160 mozdonyokat 2005-ben megkapta a DB Systemtechnik, felújítás után új számot kaptak, 120 501 és 120 502 számokon kísérleti és méréstechnikai meneteken vesznek részt egész Németországban. Mozdonyhiány esetén azonban gyakran használja őket a DB Fernverkehr is a távolsági forgalomban, mivel nem térnek el a többi sorozatmozdonytól.

## Reklámfestések
Néhány mozdony teljes szekrényre kiterjedő reklámfestést kapott: 
- 120 119 - Märklin - Happy Birthday Mickey Mouse
- 120 129 - Märklin - Weihnachtslok
- 120 139 - Märklin - Die Bahn verbindet
- 120 141 - Dresdner Bank
- 120 151 - ZDF
- 120 159 - 150 Jahre Märklin